# فدیه
فدیه مالی مشخص است که برای رهایی اسیران یا جبران عمل فوت شده یا جریمه ارتکاب برخی محرمات، توسط شرع اسلام، وضع شده‌است. فدیه در لغت به معنای مال پرداختی برای آزادی اسیر است و با اصطلاحی وسیعتر به هر مالی که برای رهایی از هر مشکلی داده شود، گفته می‌شود. این اصطلاح در علم فقه اسلامی، مالی است که برای جبران خطا، جبران عبادت فوت شده و یا عقوب بر ارتکاب محرمات وضع می‌شود.

## تفاوت با کفاره
بین فدیه و کفاره، تفاوت در قابلیت جبران داشتن عقوبت در فدیه است. دیگر فرق کفاره و فدیه، در کفاره شامل مال و غیر مال است و فدیه تنها به مال گفته می‌شود.

## فدیه در فقه
از فدیه در احکام روزه، حج، جهاد، خلع و مبارات یاد شده است و در هر کدام با شرایط و مقادیر مختلف تدبیر شده است. برای مثال در باب روزه، اگر کسی به جهت بیماری نتواند روزه ماه رمضان را بگیرد، باید پس از ماه رمضان تا پیش از رمضان سال بعد قضاء روزه فوت شده را بگیرد و در صورت استمرار بیماری تا رمضان سال بعد، به ازاء هر روز فوت روزه، باید یک یا دو مد طعام به عنوان فدیه به فقیر بپردازند.